# اندرزبد
اندرزبد (پارسی میانه: Andarzbad) یکی از مناصب ایران در زمان ساسانیان و مشاور ارشد یک شهر یا استان بود. مقام دیگری نیز به نام «اسواران اندرزبد» (andarzbad ī aswāragān) مشاور ارشد سواران (سواره نظام) ارتش ساسانی به‌شمار می‌رفت. همچنین به وجود عنوان «واسپوهران اندرزبد» (andandzbad ī wāspuhragān) نیز اشاره شده که در قلمرو پادشاه دارای اختیارات اجرایی بود.
در زمان شاپور یکم به مشاور ملکه‌ها «بانوان اندرزبد» (bānūgān andarzbed) گفته می‌شد و در آن زمان فردی به نام یزدبد مسئول آن بود. از مقام دیگری نیز به نام «دراندرزبد» (darandarzbad) یاد شده که مشاور دربار به‌شمار می‌رفت و به نظر می‌رسد یکی از عالی‌ترین مقام‌ها در سلسله مراتب دربار بوده‌است. «مغان اندرزبد» (mōgān-andarzbad) نیز مشاور مغها و یکی از بزرگ‌ترین مقام‌های آن طبقه بود.